# Little Horsted
Little Horsted è un villaggio e parrocchia civile dell'Inghilterra, appartenente alla contea dell'East Sussex.